# Be-B
Be-B est le nom de scène de Yū Izumi (和泉容, Izumi Yū, née en 1968), une chanteuse pop-rock japonaise qui débute en 1994. Elle a notamment interprété un générique de fin pour la série anime Kenshin le vagabond en 1998. Elle n'a plus sorti de disques depuis, mais continue à donner des concerts.

## Discographie

### Singles
- 真夏の愛YAIYAI! (1994)
- 憧夢～風に向かって～ (1994)
- It's All Right (1994)
- Jumping (1994)
- Angel Anniversary (1995)
- If... (1995)
- なんで!? (1995)
- Fly for Me ～ (1995)
- DAYBREAK GIRL (1995)
- 遠くへ... (1996)
- 逢えない夜を抱きしめて (1996)
- Trust You (1997)
- ダメ! (1998)

### Albums
- Be-B (1994)
- Be-BII (1994)
- Be-B III (1996)
- AGAINST (1998)

### Compilations
- Singles (1995)
- Be-Best (1997)
- PERFECT Be-B (1999)